# Lodhika
Lodhika fou un estat tributari protegit al prant de Halar, agència de Kathiawar, presidència de Bombai. La capital era el poble de Lodhika amb 1.810 habitants, a uns 25 km a sud-oest de Rajkot i 25 km al nord-oest de Gondal.
Està format per dotze pobles amb dos tributaris separats. La superfície era de 39 km² i la població el 1881 de 4.655 habitants. Els ingressos s'estimaven el 1882 en 2500 lliures i el tribut era de 128 lliures al govern britànic i 40 al nawab de Junagarh.
Era un estat de setena classe fundat per Jasaji I i Fulaji, sisè i setè fills de Mehramanji II de Rajkot; el primer va rebre en feu Bhichri i alguns altres pobles i el segon Khokhadda i algun poblets.

## Llista de thakurs

### Branca Sènior
- Jasaji I
- Khimaji (fill)
- Nagabhai (fill)
- Abhairajji (germà)
- Jasaji II (fill)
- Abhaisinhji (fill)
- Harisinhji (fill)
- Amarsinhji (fill)
- Dansinhji (germà) ?-1917
- Mulvaji (fill) 1917-1949

### Branca Júnior
- Fulaji
- Nathuji (fill)
- Mepoji (fill)
- Baliaji (germà)
- Kesabhi (fill)
- Fulabhi (fill)
- Rasabhi (germà)
- Pathuba (fill)
- Ratansinhji (fill) ?-1919
- Viyaysinhji 1919-1949